# Ruizia boutoniana
Ruizia boutoniana (Synonym: Trochetia boutoniana, einheimischer Trivialname: Boucle d'Oreille) ist eine Pflanzenart aus der Gattung Ruizia innerhalb der Familie der Malvengewächse (Malvaceae). Sie ist auf Mauritius endemisch und gilt dort seit 1992 als Nationalblume. Das Artepitheton ehrt den französischen Botaniker Louis Bouton.

## Beschreibung

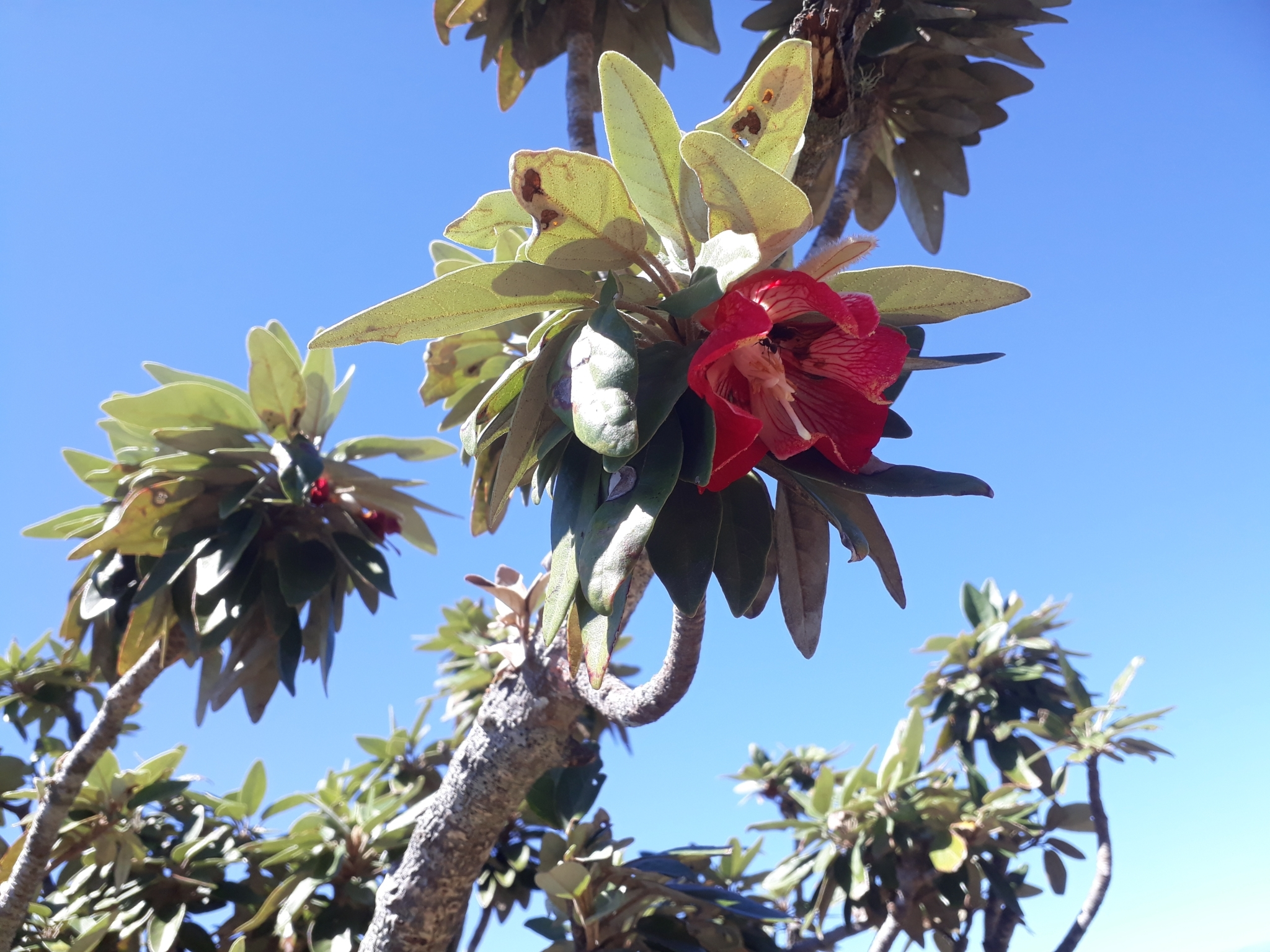
Blüte

Ruizia boutoniana ist ein xerophytischer Strauch, der eine Höhe von 3 bis 4 Metern erreichen kann. Der Stamm ist sehr kurz und verzweigt bereits an der Basis. Die vegetativen Pflanzenteile sind kurz und dicht weißlich behaart.
Die wechselständigen und gestielten Laubblätter sind eiförmig, -lanzettlich bis elliptisch, oft leicht herzförmig und, vor allem oberseits verkahlend, unterseits dicht, weißfilzig und bräunlich behaart. Sie sind ledrig, oberseits wachsig, ganzrandig und stumpf oder rundspitzig bis spitz. Abfallende Nebenblätter sind vorhanden.
Die Blüten erscheinen achselständig meist einzeln. Die relativ großen, nickenden, zwittrigen, fünfzähligen und glockenförmigen Blüten mit doppelter Blütenhülle sind rot. Es sind ein spathaförmiger, abfallender, weiß-bräunlich behaarter Außenkelch und zwei kleine Vorblätter am Blütenstiel vorhanden. Die eilanzettlichen, innen weiß-rötlichen, bis etwa 3,5 Zentimeter langen Kelchblätter sind nur knapp verwachsen und außen weiß pelzig behaart. Die dachigen, asymmetrischen und verkehrt-eiförmigen, bis etwa 4,5 Zentimeter langen Kronblätter sind innen weißlich gefleckt und rot geadert. Die vielen Staubblätter und die 5 längeren, zungenförmigen Staminodien sind in einer Röhre verwachsen. Der pelzig weißlich behaarte, mehrkammerige Fruchtknoten ist oberständig mit langem Griffel und gelappter Narbe.
Es sind Nektarien vorhanden.
Die kleine, ei- bis kugelförmige oder ellipsoide, pelzige, weiß behaarte und harte, lokulizidale, rippige, bis 2 Zentimeter lange Kapselfrucht beinhaltet einige dunkelbraune, keilförmige Samen. Die Blütezeit ist von Juni bis Oktober.

## Ökologie
Ruizia boutoniana produziert scharlachroten Nektar, wie auch Nesocodon mauritianus. Damit werden Taggeckos angelockt, die für die Bestäubung der Art sorgen und gleichzeitig Schutz in den Blütenkelchen finden.

## Status
Ruizia boutoniana ist eine vom Aussterben bedrohte Pflanzenart. Aufgrund der wenigen produzierten Samen ist die Regeneration ziemlich schwach. Zu den Gefährdungen gehören Affen, die die Blütenknospen fressen, die Konkurrenz mit der Erdbeer-Guave (Psidium cattleianum) um Platz und Sonnenlicht sowie das Entfernen der Blüten durch Pflanzensammler. Das einzige bekannte Vorkommen in der Wildnis ist an den Hängen des Le Morne Brabant im äußersten Südwesten von Mauritius. Dank der Bemühungen des mauritischen Botanikers Joseph Guého konnte die Art 1973 zum ersten Mal erfolgreich in der Kultivierung herangezogen werden.